# Генрих Ганау-Горжовицский

Карта, опубликованная Генрихом в 1909 году.

Генрих Ганау-Горжовицский, граф Шаумбургский (нем. Heinrich von Hanau-Hořovice; 8 декабря 1842, Дворец Вильгельмсхёэ — 15 июля 1917, Прага) — немецкий аристократ и публицист, 4-ый князь Ганау-Горжовицский. Известен тем, что пропагандировал идеи реформ в Австро-Венгрии.

## Биография
Генрих родился 8 декабря 1842 года. Он был пятым сыном курфюрста Гессен-Касселя Фридриха Вильгельма I и его морганатической супруги, Гертруды Фалькенштейн. Из-за происхождения своей матери, не мог унаследовать престол государства.
До Австро-прусской войны, он служил лейтенантом в личной гвардии отца. После присоединения Гессена к Пруссии в 1866 году, он последовал за отцом в изгнание в Австрию, в замок Горжовице, и в семейный городской дворец в Праге.
Он безуспешно боролся за конфискованное имущество отца в Гессене, а также занялся политической деятельностью. Он присоединился к федералистскому движению, основанному Константином Францем, и пытался влиять на политику. После смерти родителей, он вёл беспокойную, скитающуюся жизнь. Его план обосноваться в Гессене так и не был реализован. Он начал строительство охотничьего замка близ Гроссенритте, но затем оставил остов замка недостроеным.
В 1876 году, он опубликовал свою книгу «Абсолютизм и федерализм, или источник всего зла и лекарство от него». В качестве решения он призвал к созданию Центральноевропейской конфедерации, простирающейся до устья Дуная.
Более того, текст был антикапиталистическим и одновременно антисоциалистическим и антидемократическим. Генрих считал демократию игрой в кости, и одновременно обманом, подобного которому никогда не было в мире. Его идеи основывались на вере в божественное мировое правительство. 
Позднее он активно занимался проблемой национальностей в Габсбургской монархии. Согласно его эссе 1876 года, он предлагал объединение Австрии с Германской империей.
В 1909 году под именем Генрих Ганау он опубликовал «Триасовую карту Габсбургской монархии» одновременно на четырёх языках. Основываясь на карте, он предложил трёхчастное разделение Австро-Венгрии на Австрию, Венгрию и Иллирию.
Генрих принял католичество в Париже, 5 июня 1884 года. Там он накопил огромные долги, которые погасил его старший брат. 
В 1905 году, после смерти своего бездетного брата Карла Ганау-Горжовицского (1840—1905), он стал четвёртым князем Ганау-Горжовицким и унаследовал имения в Богемии. 
Целью Генриха было достижение примирения со славянами многоэтнического государства путём создания южнославянского государства в рамках монархии. Предложение о создании преимущественно немецкой Австрии и преимущественно венгерской Венгрии демонстрирует, что сохранение суверенитета по-прежнему имело приоритет над принципом национальной автономии.
В следующем году, он признал серьёзные недостатки триасизма и попытался смягчить их путём создания отдельных умеренных автономий.
Также он считал, что Австро-Венгрии следует обменять Южный Тироль на небольшую территорию вблизи от Рима, для воссоздания Папского государства.
Генрих был сторонником разделение Богемии на чешскую и немецкую части, по языковому признаку. Хотя позже, от этих идей он отказался.
В заключительной работе по Австро-Венгрии, он описал свой принцип определённой степени автономии на все территории монархии. Целью было создание этнически однородных образований путём учреждения 21 частично автономных коронных земель.
В конечном итоге Ганау перешёл от триасизма к концепции Соединённых штатов Великой Австрии, развивая автономные, этнически однородные образования. Национальное самоопределение народов монархии в 21 автономной коронной земли фактически разрушило его первоначальную концепцию Триасизма, которая осталась в значительной степени неэффективной. Идеи Генриха также страдали от расплывчатости, присущей его уступкам в отношении некоторых автономий, за счёт других.
В 1913 году, он опубликовал обновлённую карту Эльзаса и Лотарингии. Его идея состояла в том, чтобы разделить страну между Пруссией и Баденом. Эльзас и небольшая часть Лотарингии должны отойти к Бадену, а большую часть Лотарингии к Пруссии. В качестве компенсации Пруссия должна была уступить Люнебург и Вендланд Брауншвейгу. Провинция Гессен-Нассау должна была быть преобразована в провинцию Кургессен. Обоснованием своей идеи было то, что жители Эльзаса смогли бы забыть свои французские чувства и корни.
Другим предложением, представленным на карте, было возвращение Северного Шлезвига Дании в обмен на Фарерские острова и Лихтенау в Гренландии, которые он считал стратегически значимыми. Однако идеи так и остались не реализованными.
15 июля 1917 года Генрих умер от последствий падения на гладкий паркетный пол в замке Горжовице. Его вдова позже жила в Берлине, куда она перенесла его останки в 1922 году.
С его смертью, династическая ветвь рода Ганау-Горжовиц пресекся, и замок перешёл к государству. В 1922 году внучатый племянник Генриха, Генрих фон Шаумбург (1900—1971), внук его брата Фридриха Вильгельма (1832—1889), подал иск в суд на право унаследовать поместье, а также носить фамилию Ганау-Горжовицских. Дело он выиграл, и его семья жила в Горжовицах до тех пор, пока замок не был конфискован по декретам Бенеша после окончания Второй мировой войны. Он остаётся государственной собственностью и по сей день.

## Личная жизнь
Большую часть своей жизни, Генрих оставался не женатым. 4 июня 1917 года, женился на Марте Ригель (1876—1943). У них не было детей. Брак продлился всего месяц, так как Генрих вскоре умер.
Он любил музыку, изучал искусство и музыку, сам пел и опубликовал учебник по пению.

## Публикации
- Абсолютизм и федерализм, или источник всякого зла и средство от него. (1876).
- Карта триаса Габсбургской монархии. (1909).
- Три карты в дополнение к карте триаса. (1910).
- Карта разделения Богемии на Королевство Богемия и Эрцгерцогство Богемия-Эгер. (1911).
- Новая карта-триада Габсбургской монархии с некоторыми изменениями и подробностями автономных коронных земель в пределах трёх империй. (1912).
- Карта будущего Эльзаса-Лотарингии, Брауншвейга и Северного Шлезвига. (1913).